# Dysstroma subochreata
Dysstroma subochreata är en fjärilsart som beskrevs av Alpheus Spring Packard 1871. Dysstroma subochreata ingår i släktet Dysstroma och familjen mätare. Inga underarter finns listade i Catalogue of Life.